# Хайнрих XIV фон Гера
Хайнрих XIV (XIII) фон Гера „Стари“ (на немски: Heinrich XIV 'der Ältere' Herr von Gera/Heinrich XIII, Herr zu Gera & Hartenstein; * ок. 1471; † 12 април 1538 в Лобенщайн, Тюрингия) от фамилията Ройс е господар на Гера-Хартенщайн-Шлайц-Лобенщайн (1508 – 1538).
Той е най-големият син на Хайнрих XII фон Гера-Шлайц „Средния“ († 26 август 1500), господар на Шлайц, Райхенфелс, Заалбург и Бургк, и съпругата му Хедвиг фон Мансфелд-Хелдринген († сл. 1477), дъщеря на граф Фолрад II фон Мансфелд († 1450) и втората му съпруга принцеса Маргарета от Силезия-Саган-Прибус († 1491). Внук е на Хайнрих IX фон Гера „Средния“ († 1482) и графиня Мехтилд фон Шварценберг-Вахсенбург († 1446).
През подялбата на страната от 1501 и 1509 г. той получава с брат си Хайнрих XV „Млади“ († 7 август 1550) половината от Лобенщайн и Заалбург. На 19 септември 1502 г. той купува от бездетния си чичо Хайнрих XI Гера „Стари“ († 27 септември 1508) господството Гера.
Хайнрих XIV фон Гера умира на ок. 67 години на 12 април 1538 г. в Лобенщайн и е погребан в църквата Йоханис в Гера.

## Фамилия
Хайнрих XIV фон Гера се жени пр. 19 септември 1502 г. за Матилда фон Миниц († сл. 1510), вдовица на фрайхер Микулас III Попел фон Лобковиц-Хасенщайн († пр. 19 септември 1502), дъщеря на Вáцлв Вилцек зе Миниц. Те имат три дъщери:
- Хедвиг фон Гера († 1531 в Гера), омъжена за граф Йохан II фон Глайхен-Рембда († 16 юли 1545)
- Анна фон Гера († сл. 24 октомври 1510, умира млада)
- Магдалена фон Гера († 23 януари 1527)

Хайнрих XIV фон Гера се жени втори път 1515 г. за графиня Анна фон Байхлинген († 30 юли 1571 в Гера), дъщеря на граф Адам фон Байхлинген (1460 – 1538) и София фон Сайн (1471 – 1508). Бракът е бездетен.